# اعتقال الأمريكيين اليابانيين
كان اعتقال الأمريكيين اليابانيين في الولايات المتحدة خلال الحرب العالمية الثانية إعادة توطين قسري وحبس في معسكرات الاعتقال في المناطق الداخلية الغربية من البلاد لحوالي 120 ألف شخص من أصل ياباني، كان معظمهم يعيش على ساحل المحيط الهادئ. كان اثنان وستون بالمئة من المعتقلين  من مواطني الولايات المتحدة. أمر الرئيس فرانكلين روزفلت بهذه الإجراءات بعد وقت قصير من هجوم الإمبراطورية اليابانية على بيرل هاربور.
من بين 127 ألف أمريكي ياباني كانوا يعيشون في الولايات المتحدة القارية وقت الهجوم على بيرل هاربور، كان 112 ألفًا يقيمون في الساحل الغربي. كان حوالي 80 ألفًا من النيسي (تعني حرفيًا: الجيل الثاني؛ من اليابانيين المولودين في أمريكا ويحملون الجنسية الأمريكية) والسانسي (الجيل الثالث، أبناء النيسي). كان الباقون من المهاجرين الإيسي (الجيل الأول) المولودين في اليابان والذين لم يكونوا مؤهلين للحصول على الجنسية الأمريكية بموجب القانون الأمريكي.
وُضع الأمريكيون اليابانيون في معسكرات الاعتقال بناءً على توزيعات السكان المحليين والسياسة الإقليمية. أجبِر أكثر من 112 ألف أمريكي ياباني يعيشون على الساحل الغربي على العيش في معسكرات داخلية. ومع ذلك، في هاواي (التي كانت تخضع للأحكام العرفية)، حيث كان أكثر من 150 ألف أمريكي ياباني يشكلون أكثر من ثلث السكان، اعتُقل أيضًا 1200 إلى 1800 فقط. منذ تقرير صدر عام 1983 بتكليف من الكونغرس، اعتُبر أن الاعتقال نتج عن العنصرية أكثر من أي خطر أمني يمثله الأمريكيون اليابانيون. حددت ولاية كاليفورنيا أي شخص يملك نسبة 1/16 أو أكثر من الصفات اليابانية على أنه كافٍ ليُعتقل. ذهب العقيد كارل بينديتسين، مصمم البرنامج، إلى حد القول إن أي شخص لديه قطرة دم يابانية واحدة مؤهل ليُعتقل.
أذن روزفلت بالأمر التنفيذي رقم 9066، الصادر في 19 فبراير 1942، والذي سمح للقادة العسكريين الإقليميين بتحديد المناطق العسكرية التي قد يُستبعد منها أي شخص أو كل الأشخاص. على الرغم من أن الأمر التنفيذي لم يذكر الأمريكيين اليابانيين، استُخدم هذا التفويض للإعلان عن مطالبة جميع الأشخاص من أصل ياباني بمغادرة ألاسكا ومناطق الحظر العسكري من جميع أنحاء كاليفورنيا وأجزاء من أوريغون وواشنطن وأريزونا، باستثناء أولئك الموجودين في معسكرات حكومية. لم يقتصر الاعتقال على أولئك المنحدرين من أصول يابانية، ولكنه شمل عددًا أقل نسبيًا -على الرغم من أنه بلغ أكثر من عشرة آلاف- من الأشخاص من أصل ألماني وإيطالي والألمان الذين رُحِلوا من أمريكا اللاتينية إلى الولايات المتحدة.:124 نُقل تقريبًا خمسة آلاف أمريكي ياباني خارج منطقة الاستبعاد قبل مارس 1942، بينما قُبض على حوالي 5500 من قادة المجتمع بعد هجوم بيرل هاربور مباشرة، وبالتالي كانوا بالفعل في الحجز.
ساعد مكتب تعداد الولايات المتحدة جهود الاعتقال من خلال توفير بيانات تعداد فردية محددة للأمريكيين اليابانيين. نفى المكتب دوره لعقود على الرغم من الأدلة العلمية على عكس ذلك، وأصبح دوره معترفًا به على نطاق أوسع بحلول عام 2007. في عام 1944، أيدت المحكمة العليا الأمريكية دستورية الإزالة بالحكم ضد استئناف فريد كوريماتسو لانتهاكه أمر الاستبعاد. اقتصر قرار المحكمة على صلاحية أوامر الاستبعاد، متجنبة مسألة حبس المواطنين الأمريكيين دون اتباع الإجراءات القانونية الواجبة، لكنها قضت في اليوم نفسه في قضية بالنيابة عن إندو بأنه لا يمكن احتجاز مواطن مخلص، والذي بدأ الإفراج عنهم. في اليوم السابق لإعلان حكمي كوريماتسو وإندو، أُلغيت أوامر الاستبعاد.
في عام 1980، وتحت ضغط متزايد من رابطة المواطنين الأمريكيين اليابانيين ومنظمات الإنصاف، فتح الرئيس جيمي كارتر تحقيقًا لتحديد ما إذا كان قرار وضع الأمريكيين اليابانيين في معسكرات الاعتقال قد شُرع من قبل الحكومة.  عين كارتر لجنة إعادة توطين المدنيين واعتقالهم في زمن الحرب للتحقيق في معسكرات الاعتقال. وجد تقرير اللجنة، الذي يحمل عنوان إنكار العدالة الشخصية، القليل من الأدلة على عدم ولاء اليابانيين في ذلك الوقت وخلص إلى أن السجن كان نتاجًا للعنصرية. وأوصى الحكومة بدفع تعويضات للمعتقلين. في عام 1988، وقع الرئيس رونالد ريغان على قانون الحريات المدنية لعام 1988 الذي اعتذر عن الاعتقال نيابة عن حكومة الولايات المتحدة وأذن بدفع 20 ألف دولار (ما يعادل 43000 دولار في عام 2019) لكل معتقل سابق كان ما يزال على قيد الحياة عند وقوع الاعتقال. مُرر القرار. اعترف التشريع بأن الإجراءات الحكومية استندت إلى التحيز العرقي وهستيريا الحرب وفشل القيادة السياسية. دفعت الحكومة الأمريكية في النهاية أكثر من 1.6 مليار دولار (ما يعادل 3.4 مليار دولار في عام 2019) بصفة تعويضات إلى 82.219 أمريكيًا يابانيًا اعتُقلوا سابقًا.

## خلفية

### الأمريكيون اليابانيون قبل الحرب العالمية الثانية
يعود السبب في جزء كبير منه إلى التغيرات الاجتماعية والسياسية الناشئة عن استعادة ميجي -والركود الذي نتج عن الانفتاح المفاجئ لاقتصاد اليابان على الاقتصاد العالمي- بدأ الناس بالهجرة من الإمبراطورية اليابانية في عام 1868 من أجل العثور على عمل من شأنه إعانتهم للبقاء على قيد الحياة. من عام 1869 إلى 1924 هاجر ما يقرب من 200 ألف إلى جزر هاواي، معظمهم من العمال الذين يتوقعون العمل في مزارع السكر في الجزر. ذهب حوالي 180 ألف إلى البر الرئيسي للولايات المتحدة، واستقر معظمهم في الساحل الغربي وأنشأوا مزارعًا أو شركات صغيرة. وصل معظمهم قبل عام 1908، عندما حظرت اتفاقية السادة بين اليابان والولايات المتحدة هجرة العمال غير المهرة. سمحت ثغرة في الاتفاقية لزوجات الرجال الذين كانوا يعيشون بالفعل في الولايات المتحدة بالانضمام إلى أزواجهن. أدت ممارسة زواج النساء بالوكالة والهجرة إلى الولايات المتحدة إلى زيادة كبيرة في عدد عرائس الصور.
مع استمرار نمو عدد السكان اليابانيين الأمريكيين، قاوم الأمريكيون الأوروبيون الذين عاشوا على الساحل الغربي وصول هذه المجموعة العرقية الجديدة، خوفًا من المنافسة والادعاء المبالغ فيه بأن جحافل الآسيويين كانوا حريصين على الاستيلاء على الأراضي الزراعية المملوكة للبيض والشركات.  تنظمت مجموعات مثل رابطة الإقصاء الآسيوي، ولجنة الهجرة المشتركة في كاليفورنيا، والأبناء الأصليون للغرب الذهبي استجابةً لظهور هذا الخطر الأصفر. نجحوا في الضغط لتقييد حقوق الملكية والمواطنة للمهاجرين اليابانيين، تمامًا كما نظمت مجموعات مماثلة سابقًا ضد المهاجرين الصينيين. قُدم العديد من القوانين والمعاهدات التي تحاول إبطاء الهجرة من اليابان بدايةً من أواخر القرن التاسع عشر. حظر قانون الهجرة لعام 1924، على غرار قانون الاستبعاد الصيني لعام 1882، فعليًا جميع أشكال الهجرة من اليابان وغيرها من الدول الآسيوية غير المرغوب فيها.
أنتج حظر الهجرة عام 1924 مجموعات من الأجيال محددة جيدًا بشكل غير عادي داخل المجتمع الأمريكي الياباني. كان الإيسي حصريًا أولئك الذين هاجروا قبل عام 1924؛ رغب البعض في العودة إلى وطنهم. نظرًا لعدم السماح بالهجرة الجديدة، كان جميع الأمريكيين اليابانيين المولودين بعد عام 1924، بحكم التعريف، مولودين في الولايات المتحدة ومواطنين أمريكيين تلقائيًا. كان هذا الجيل هم النيسي وهم مجموعة متميزة عن والديهم. بالإضافة إلى الاختلافات الجيلية المعتادة، كان رجال الإيسي عادة أكبر بعشر إلى خمسة عشر عامًا من زوجاتهم، ما يجعلهم أكبر سناً بشكل ملحوظ من الأطفال الأصغر سنًا في عائلاتهم الكبيرة في كثير من الأحيان. يحظر قانون الولايات المتحدة على المهاجرين اليابانيين أن يصبحوا مواطنين متجنسين، ما يجعلهم يعتمدون على أطفالهم في استئجار أو شراء العقارات. غالبًا ما كان التواصل بين الأطفال الناطقين باللغة الإنجليزية والآباء الذين يتحدثون اليابانية في الغالب أو كليًا صعبًا. تزوج عدد كبير من كبار السن النيسي، وكثير منهم ولدوا قبل حظر الهجرة، وأنشأوا بالفعل عائلات خاصة بهم بحلول الوقت الذي انضمت فيه الولايات المتحدة إلى الحرب العالمية الثانية.